# Supercopa de México 2014-15
La Supercopa MX 2014-15 fue la segunda edición de la Supercopa de México. Esta edición seriá disputada por los campeones de Copa MX correspondientes al Apertura 2014: Santos Laguna y Clausura 2015: Puebla FC, respectivamente. Dada la clasificación del Club Santos a la Concacaf Liga Campeones 2015-16, el cupo de México 3 a la Copa Libertadores 2016 es automáticamente cedido al Puebla. Posteriormente se determinó que Santos no disputaría el trofeo de la Supercopa, ya que el mismo día disputaría el Campeón de Campeones 2014-15. Su lugar fue ocupado por el campeón del Apertura 2013 y vigente campeón de la Supercopa de México en ese entonces, Monarcas Morelia.

## Sistema de competición
Disputarán la Supercopa MX 2014-15 los campeones de las Copas Apertura 2014 y Clausura 2015. En esta ocasión la final será a un juego único en Texas.
El Club vencedor de la Supercopa MX será aquel que en el partido anote el mayor número de goles. Si al término del tiempo reglamentario el partido está empatado, se procederá a lanzar tiros penales, hasta que resulte un vencedor.

## Información de los equipos
| Equipo  | Entrenador   | Estadio         | Ciudad             | Patrocinador | Kit    |
| ------- | ------------ | --------------- | ------------------ | ------------ | ------ |
| Morelia | Enrique Meza | Estadio Morelos | Morelia, Michoacán | Bridgestone  | Pirma  |
| Puebla  | Pablo Marini | Cuauhtémoc      | Puebla, Puebla     | Coca-Cola    | Charly |

## Partido

### Puebla-Morelia
| 20 de julio de 2015, 17:30                       | Morelia | 0:1 (0:0) | Puebla  | Estadio Toyota, Frisco, Texas                              |                                                            |
|                                                  |         |           | Rey 68' | Asistencia: 8,000 espectadores Árbitro(s): Kevin Terry Jr. | Asistencia: 8,000 espectadores Árbitro(s): Kevin Terry Jr. |
| Puebla campeón de la Supercopa MX 2014-15 (1:0). |         |           |         |                                                            |                                                            |

#### Ficha
| 13    | POR   | Cirilo Saucedo       |     |
| 2     | DEF   | Enrique Pérez        |     |
| 5     | DEF   | Facundo Erpen        |     |
| 4     | DEF   | Marco Torsiglieri    |     |
| 17    | MED   | Hibert Ruíz          |     |
| 16    | MED   | Cristian Pellerano   |     |
| 8     | MED   | Juan Pablo Rodríguez |     |
| 24    | MED   | Dieter Villalpando   | 67' |
| 9     | DEL   | Yorleys Mena         | 52' |
| 7     | DEL   | Pablo Velázquez      | 58' |
| 23    | DEL   | Jefferson Cuero      |     |
| D. T. | D. T. | Enrique Meza         |     |

| 17    | POR   | Cristian Campestrini |     |
| 3     | DEF   | Carlos Gutiérrez     |     |
| 5     | DEF   | Mario de Luna        |     |
| 12    | DEF   | Oscar Rojas          |     |
| 27    | MED   | Alberto Acosta       | 57' |
| 22    | MED   | Patricio Araujo      |     |
| 8     | MED   | Luis Robles          |     |
| 28    | MED   | Francisco Torres     |     |
| 10    | DEL   | Christian Bermúdez   | 79' |
| 18    | DEL   | Luis Gabriel Rey     |     |
| 19    | DEL   | Flavio Santos        | 66' |
| D. T. | D. T. | Pablo Marini         |     |

| 22 | MED | Armando Zamorano | 53' |
| 11 | DEL | Carlos Ochoa     | 58' |
| 10 | MED | Mauro Cejas      | 67' |

| 11 | MED | Matías Alustiza | 57' |
| 16 | MED | David Toledo    | 66' |
| 26 | DEF | Roberto Juárez  | 79' |

| 68' | Luis Gabriel Rey |  |

| 29' · 43' · 88' | Marco Torsiglieri Hibert Ruíz Juan Pablo Rodríguez |

| 45+1' | Oscar Rojas |

| Principal  | Kevin Terry Jr.  |
| Asistentes | Adam Garner      |
|            | Jonathan Johnson |
| Cuarto     | Luis Guardia     |

|                    |     |     |
| Tiros              | 5   | 11  |
| Tiros a puerta     | 2   | 5   |
| Faltas             | 10  | 8   |
| Saques de esquina  | 5   | 2   |
| Penaltis           | 0   | 0   |
| Fueras de juego    | 0   | 1   |
| Posesión del balón | 48% | 52% |

| Alineación inicial |

| 13    | POR   | Cirilo Saucedo       |     |
| 2     | DEF   | Enrique Pérez        |     |
| 5     | DEF   | Facundo Erpen        |     |
| 4     | DEF   | Marco Torsiglieri    |     |
| 17    | MED   | Hibert Ruíz          |     |
| 16    | MED   | Cristian Pellerano   |     |
| 8     | MED   | Juan Pablo Rodríguez |     |
| 24    | MED   | Dieter Villalpando   | 67' |
| 9     | DEL   | Yorleys Mena         | 52' |
| 7     | DEL   | Pablo Velázquez      | 58' |
| 23    | DEL   | Jefferson Cuero      |     |
| D. T. | D. T. | Enrique Meza         |     |

| 17    | POR   | Cristian Campestrini |     |
| 3     | DEF   | Carlos Gutiérrez     |     |
| 5     | DEF   | Mario de Luna        |     |
| 12    | DEF   | Oscar Rojas          |     |
| 27    | MED   | Alberto Acosta       | 57' |
| 22    | MED   | Patricio Araujo      |     |
| 8     | MED   | Luis Robles          |     |
| 28    | MED   | Francisco Torres     |     |
| 10    | DEL   | Christian Bermúdez   | 79' |
| 18    | DEL   | Luis Gabriel Rey     |     |
| 19    | DEL   | Flavio Santos        | 66' |
| D. T. | D. T. | Pablo Marini         |     |

| 22 | MED | Armando Zamorano | 53' |
| 11 | DEL | Carlos Ochoa     | 58' |
| 10 | MED | Mauro Cejas      | 67' |

| 11 | MED | Matías Alustiza | 57' |
| 16 | MED | David Toledo    | 66' |
| 26 | DEF | Roberto Juárez  | 79' |

| 68' | Luis Gabriel Rey |  |

| 29' · 43' · 88' | Marco Torsiglieri Hibert Ruíz Juan Pablo Rodríguez |

| 45+1' | Oscar Rojas |

| Principal  | Kevin Terry Jr.  |
| Asistentes | Adam Garner      |
|            | Jonathan Johnson |
| Cuarto     | Luis Guardia     |

|                    |     |     |
| Tiros              | 5   | 11  |
| Tiros a puerta     | 2   | 5   |
| Faltas             | 10  | 8   |
| Saques de esquina  | 5   | 2   |
| Penaltis           | 0   | 0   |
| Fueras de juego    | 0   | 1   |
| Posesión del balón | 48% | 52% |

| Alineación inicial |

| 13    | POR   | Cirilo Saucedo       |     |
| 2     | DEF   | Enrique Pérez        |     |
| 5     | DEF   | Facundo Erpen        |     |
| 4     | DEF   | Marco Torsiglieri    |     |
| 17    | MED   | Hibert Ruíz          |     |
| 16    | MED   | Cristian Pellerano   |     |
| 8     | MED   | Juan Pablo Rodríguez |     |
| 24    | MED   | Dieter Villalpando   | 67' |
| 9     | DEL   | Yorleys Mena         | 52' |
| 7     | DEL   | Pablo Velázquez      | 58' |
| 23    | DEL   | Jefferson Cuero      |     |
| D. T. | D. T. | Enrique Meza         |     |

| 17    | POR   | Cristian Campestrini |     |
| 3     | DEF   | Carlos Gutiérrez     |     |
| 5     | DEF   | Mario de Luna        |     |
| 12    | DEF   | Oscar Rojas          |     |
| 27    | MED   | Alberto Acosta       | 57' |
| 22    | MED   | Patricio Araujo      |     |
| 8     | MED   | Luis Robles          |     |
| 28    | MED   | Francisco Torres     |     |
| 10    | DEL   | Christian Bermúdez   | 79' |
| 18    | DEL   | Luis Gabriel Rey     |     |
| 19    | DEL   | Flavio Santos        | 66' |
| D. T. | D. T. | Pablo Marini         |     |

| 22 | MED | Armando Zamorano | 53' |
| 11 | DEL | Carlos Ochoa     | 58' |
| 10 | MED | Mauro Cejas      | 67' |

| 11 | MED | Matías Alustiza | 57' |
| 16 | MED | David Toledo    | 66' |
| 26 | DEF | Roberto Juárez  | 79' |

| 68' | Luis Gabriel Rey |  |

| 29' · 43' · 88' | Marco Torsiglieri Hibert Ruíz Juan Pablo Rodríguez |

| 45+1' | Oscar Rojas |

| Principal  | Kevin Terry Jr.  |
| Asistentes | Adam Garner      |
|            | Jonathan Johnson |
| Cuarto     | Luis Guardia     |

|                    |     |     |
| Tiros              | 5   | 11  |
| Tiros a puerta     | 2   | 5   |
| Faltas             | 10  | 8   |
| Saques de esquina  | 5   | 2   |
| Penaltis           | 0   | 0   |
| Fueras de juego    | 0   | 1   |
| Posesión del balón | 48% | 52% |

| Alineación inicial |

| 13    | POR   | Cirilo Saucedo       |     |
| 2     | DEF   | Enrique Pérez        |     |
| 5     | DEF   | Facundo Erpen        |     |
| 4     | DEF   | Marco Torsiglieri    |     |
| 17    | MED   | Hibert Ruíz          |     |
| 16    | MED   | Cristian Pellerano   |     |
| 8     | MED   | Juan Pablo Rodríguez |     |
| 24    | MED   | Dieter Villalpando   | 67' |
| 9     | DEL   | Yorleys Mena         | 52' |
| 7     | DEL   | Pablo Velázquez      | 58' |
| 23    | DEL   | Jefferson Cuero      |     |
| D. T. | D. T. | Enrique Meza         |     |

| 17    | POR   | Cristian Campestrini |     |
| 3     | DEF   | Carlos Gutiérrez     |     |
| 5     | DEF   | Mario de Luna        |     |
| 12    | DEF   | Oscar Rojas          |     |
| 27    | MED   | Alberto Acosta       | 57' |
| 22    | MED   | Patricio Araujo      |     |
| 8     | MED   | Luis Robles          |     |
| 28    | MED   | Francisco Torres     |     |
| 10    | DEL   | Christian Bermúdez   | 79' |
| 18    | DEL   | Luis Gabriel Rey     |     |
| 19    | DEL   | Flavio Santos        | 66' |
| D. T. | D. T. | Pablo Marini         |     |

| 22 | MED | Armando Zamorano | 53' |
| 11 | DEL | Carlos Ochoa     | 58' |
| 10 | MED | Mauro Cejas      | 67' |

| 11 | MED | Matías Alustiza | 57' |
| 16 | MED | David Toledo    | 66' |
| 26 | DEF | Roberto Juárez  | 79' |

| 68' | Luis Gabriel Rey |  |

| 29' · 43' · 88' | Marco Torsiglieri Hibert Ruíz Juan Pablo Rodríguez |

| 45+1' | Oscar Rojas |

| Principal  | Kevin Terry Jr.  |
| Asistentes | Adam Garner      |
|            | Jonathan Johnson |
| Cuarto     | Luis Guardia     |

|                    |     |     |
| Tiros              | 5   | 11  |
| Tiros a puerta     | 2   | 5   |
| Faltas             | 10  | 8   |
| Saques de esquina  | 5   | 2   |
| Penaltis           | 0   | 0   |
| Fueras de juego    | 0   | 1   |
| Posesión del balón | 48% | 52% |

| Alineación inicial |

| Campeón Supercopa MX 2014-15                           |
| ------------------------------------------------------ |
|                                                        |
| Puebla                                                 |
| 1° Título                                              |
| Clasifica como México 3 para la Copa Libertadores 2016 |